# Maurice Rosy
Maurice Rosy (Fontaine-l'Évêque, 17 november 1927 – Parijs, 23 februari 2013) was een Belgisch striptekenaar en scenarioschrijver. Hij was een bepalende figuur tijdens de gouden jaren van het striptijdschrift Robbedoes, waar hij onder meer werkte met André Franquin, Jijé, Will en Jean Roba.

## Carrière
Rosy was de enige zoon van een zelfstandige maar wilde de familiezaak niet verderzetten. Hij begon na de Tweede Wereldoorlog als animatietekenaar voor de tekenfilmstudio opgericht door uitgeverij Dupuis. Hij stond ook aan de wieg van TVA Dupuis (Tévé Animation) in 1959 samen met Eddy Ryssack. Rosy begon in 1954 te werken als stripscenarist voor Dupuis, waar hij later uitgroeide tot artistiek directeur. In de jaren 50 schreef hij scenario's voor Robbedoes en Kwabbernoot en Baard en Kale. Voor die laatste reeks bleef hij scenarist tot 1969 en hij bedacht het personage Stomp. In 1959 bedacht hij samen met Jean Roba Bollie en Billie. In 1961 werkte hij samen met Paul Deliège voor de strip Jaap. Hij werkte ook samen met Derib voor de reeks Attila vanaf 1967.
In de jaren 1970 verliet Rosy de uitgeverij Dupuis, verhuisde naar Parijs en werkte voornamelijk als reclametekenaar. Occasioneel tekende hij nog voor het tijdschrift voor kinderen Astrapi. Voor zijn dood begon hij aan een autobiografie in stripvorm.